# Дело Светланы Оклей
Светлана Викторовна Оклей (укр. Оклей Світлана Вікторівна) — преступница-садистка из города Краснодон Луганской области Украины, похитившая вместе со своим мужем и старшей дочерью 3-летнюю Анастасию Кабакову с целью скрыть убийство двоих приёмных детей. История получила широкий резонанс. 

## Предыстория
Семья Оклей из города Краснодон Луганской области считалась образцовой многодетной семьёй. Светлана и её муж Александр воспитывали семерых детей — семь  девочек.Светлана писала детские сказки, которые затем выпускала в сборниках самиздата, писала песни, а также организовала детский семейный ансамбль «Оклей», который принимал участие в мероприятиях Краснодона и Краснодонского района.
В 2003 году местные власти подарили многодетной семье пятикомнатную квартиру в центре Краснодона в квартале Советский, доме 2/111, в которую семья перебирается из близлежащего посёлка. В 2007 приказом Президента Украины Виктора Ющенко Светлана Оклей получает почётное звание мать-героиня. Соседи по многоквартирному дому, однако, характеризовали семью как замкнутую и неприветливую.

## Убийства
Начиная с февраля 2011 года, Светлана Оклей стала наносить приёмным детям многочисленные удары и побои, чтобы принудить усыновлённых детей выполнять неукоснительно все её требования. В феврале от побоев скончалась Лиза. Когда Светлана поняла, что девочка мертва, то приказала мужу и старшей дочери избавиться от тела. Те положили труп в сумку, вывезли за пределы города в сельский дом, в котором они раньше жили, а после переезда в Краснодон стали использовать как дачу, и там отец с дочерью на протяжении четырёх часов сжигали труп девочки в металлическом чане.
В ноябре 2011 года Светлана убила сестру Лизы — Катю. В «воспитательных целях» Светлана долго избивала ребёнка, а когда тот умер, тело расчленили и закопали недалеко от дачи. После совершения убийств семья не переставала принимать участия в общественной жизни города. 
Одна из старших дочерей Светланы Юлия рассказывала, что дети могли стоять в углу целый день. Им было запрещено шевелиться, в противном случае Светлана била их кулаками по голове, ногами по спине и всему телу. Била жестоко и изощрённо. У приёмной Кати на голове постоянно была большая шишка, девочка несколько раз теряла сознание. Светлана пробила ей нижнюю челюсть насквозь, и когда Юлия кормила девочку, у неё снизу подбородка вытекала еда, так как в нем была сквозная дырка через рот.

## Похищение
30 июля 2012 года в милицию поступил звонок. Звонила жительница посёлка Семейкино Краснодонского района. Она заявила о похищении своей трёхлетней дочери Анастасии Кабаковой. По её словам, её шестилетний старший сын гулял с сестрой на улице, когда к ним подъехали незнакомые люди — мужчина, женщина и девушка. Девочку схватили и, кинув в коляску мотоцикла, где сидела одна из похитительниц, увезли в неизвестном направлении. На ноги была поднята вся милиция города, со слов мальчика был составлен фоторобот похитителей. Были разосланы ориентировки. В итоге девочку нашли 31 июля под кроватью, заваленную грудой тряпок на даче семьи Оклей.
Через несколько минут туда заявились и хозяева, которые заявили, что эта девочка — их дочь Лиза. Вскоре к дому подъехали и родные родители похищенной Анастасии Кабаковой. Оклеи начали выкручиваться, заявив, что якобы ещё зимой две их приёмные дочки пропали, якобы их кто-то похитил. Заявлять в милицию они не захотели, зато решили отомстить и похитить чужого ребёнка.
Рядом с родителями находился их сын Илья. Милиционеры ужаснулись, обратив на него внимание: мальчик был весь в синяках и шрамах. Улучив момент, когда на него не смотрела приёмная мать, ребёнок дёрнул за руку одного из милиционеров и прошептал: «Заберите меня отсюда, иначе они меня убьют». Александра, мужа Светланы Оклей, позже нашли на чердаке, где он пытался скрыться.
Первыми признательные показания дали отец и дочь. Они и рассказали истинные мотивы похищения 3-летней Анастасии: похищенный ребёнок им нужен был для того, чтобы подменить одну из убитых девочек.

## Суд
Женщине было предъявлено обвинение в убийстве двоих детей. Также Светлану, её мужа и их дочь Юлию обвинили в похищении ребёнка. Супругов Оклей заключили под стражу. Юлию же оставили дожидаться суда на свободе, приняв во внимание её чистосердечное раскаяние. Также прокуратура города Краснодона возбудила уголовное дело против заместителя начальника службы по делам детей при местном исполкоме. Правоохранители посчитали, что сотрудники службы могли бы более внимательно следить за семьёй. В медицинских карточках убитых в 2011 году сестёр значилось, что обе получили последние прививки в мае 2012 года.
11 декабря 2012 над супругами Оклей и одной из старших дочерей Юлией начался суд. Вину полностью признали Юлия и Александр Оклей. Они подтвердили, что Светлана пытала и в конечном итоге убила приёмных детей. Подсудимая Светлана, однако, настаивала на своей невиновности и продолжала утверждать, что дети похищены, а дело против неё на самом деле сфабриковано.
Даже адвокат Светланы, не выдержав, заявил на суде, что его подзащитная — настоящий монстр. Светлану Оклей эта формулировка обидела, и ей предоставили второго адвоката. В зале суда Светлана пыталась убедить журналистов в том, что дело против неё сфабриковано, а её муж и Юлия являются любовниками, поэтому и дают показания против неё.
Согласно приговору Краснодонского горрайонного суда Светлана Оклей была приговорена к 15 годам лишения свободы, её муж Александр Оклей — к 4 годам лишения свободы, а старшая дочь Юлия Оклей, помогавшая скрыть следы преступления и участвовавшая в похищении ребёнка, — к 4 годам лишения свободы с отсрочкой исполнения приговора на 3 года, в связи с тем, что в момент суда она была беременна.
В марте 2013 года Светлана Оклей подала апелляцию на решение суда.
Апелляцию Светланы начали рассматривать 8 ноября в Луганском апелляционном суде. 8 ноября состоялось первое заседание суда, на котором, кроме апелляции Светланы Оклей, рассмотрели апелляции, поданные её мужем Александром и адвокатом. 26 ноября того же года все приговоры были оставлены судом апелляционной инстанции без изменений.
Заведующий сектором опеки и попечительства Краснодонского горисполкома Наталья Зимина (в отношении которой областная прокуратура возбудила уголовное дело по факту ненадлежащего исполнения служебных обязанностей) получила два года лишения свободы условно.